# Sandis Prūsis
Sandis Prūsis (Ventspils, URSS, 24 de octubre de 1965) es un deportista letón que compitió en bobsleigh en las modalidades doble y cuádruple.
Ganó dos medallas en el Campeonato Europeo de Bobsleigh, oro en 2003 y plata en 2000. Participó en cuatro Juegos Olímpicos de Invierno, entre los años 1992 y 2002, ocupando el quinto lugar en Nagano 1998 (doble) y el séptimo en Salt Lake City 2002 (cuádruple).

## Palmarés internacional
| Campeonato Europeo | Campeonato Europeo         | Campeonato Europeo | Campeonato Europeo |
| Año                | Lugar                      | Medalla            | Prueba             |
| ------------------ | -------------------------- | ------------------ | ------------------ |
| 2000               | Cortina d'Ampezzo (Italia) | Medalla de plata   | Cuádruple          |
| 2003               | Winterberg (Alemania)      | Medalla de oro     | Cuádruple          |